# Ајронвуд (Мичиген)
Ајронвуд (Мичиген) (енгл. Ironwood) град је у америчкој савезној држави Мичиген. По попису становништва из 2010. у њему је живело 5.387 становника.

## Демографија
Према попису становништва из 2010. у граду је живело 5.387 становника, што је 906 (14,4%) становника мање него 2000. године.
|                   | 2010.          | 2000.          |
| Укупно            | 5 387 (100,0%) | 6 293 (100,0%) |
| Белци             | 5 133 (95,28%) | 6 093 (96,82%) |
| Остали            | 148 (2,747%)   | 128 (2,034%)   |
| Хиспаноамериканци | 64 (1,188%)    | 52 (0,826%)    |
| Афроамериканци    | 29 (0,538%)    | 6 (0,095%)     |
| Азијати           | 13 (0,241%)    | 14 (0,222%)    |